# Новобрачные / Мёртвые любовники
«Новобрачные» (англ. A Bridal Couple, нем. Bildnis eines stehenden Brautpaares) / «Мёртвые любовники» (фр. Les amants trépassés) — две некогда соединённые картины работы неизвестного автора из Швабии, написанные около 1470 года. Темпера на дереве. Размер: аверс — 62,3 × 36,5 см; реверс — 62,5 × 40 см. «Новобрачные» хранятся в Художественном музее Кливленда (США), «Мёртвые любовники» — в музее Страсбургского собора (Франция). Подобное совмещение изображений появилось в середине XV века и должно было символизировать тщетность и хрупкость человеческой жизни перед лицом смерти.
Влюблённые относятся к аристократам, на что указывают их яркие модные костюмы (жених одет в стиле мипарти). Венки и кольца указывают на то, что они молодожёны. Пара заключена в целомудренные объятия. Окружающие их цветы символизируют их грядущую плодовитость. Молодой человек дарит девушке цветок, по-видимому, цикорий — символ любви. Цвета их одежды указывают на принадлежность друг к другу. Кроме того, зелёный символизирует целомудрие, красный — любовь, коричневый — скромность. Влюблённые юны и здоровы, они изображены идиллически.
Мёртвые любовники стоят во тьме. Они голые, лишь на плечи накинут белый саван. Их отвратительные в своём разложении тела изображены подчёркнуто реалистично. Они лишены зубов, покрыты гнойными язвами и насекомыми. Извивающиеся змеи выползают из их ран. К половым органам женщины прикрепилась жаба. Всё это жестокая и ироничная аллегория быстротечности молодости, красоты и любви. По мнению профессора Чарльза Форкера, картина также отображает тёмную сторону сексуальности.
Работы выполнены в рамках немецкой традиции изображения смерти. Чувствуется влияние анонимного художника, работавшего на юге Германии во второй половине XV века и ныне известного как Мастер Домашней книги. Ранее работа ошибочно приписывалась молодому Маттиасу Грюневальду. Ныне считается, что это картины Мастера из Ульма.